# Solo Leveling
Solo Leveling (korejsky 나 혼자만 레벨업, Na hondžaman lebelop) je jihokorejská série internetových románů od spisovatele Čchugonga. Vydávala ji od 25. července 2016 společnost Kakao na své internetové platformě KakaoPage a později ji vydávalo 4. listopadu 2016 také nakladatelství D&C Media prostřednictvím jejich značky Papyrus.
Digitální komiksová adaptace byla publikována na KakaoPage od 4. března 2018. Ilustroval ji Songnak Čang (přezdívaný Dubu) z Redice Studio, jenž zemřel 23. července 2022 po krvácení do mozku. První řada komiksu byla dokončena 19. března 2020; druhá řada byla publikována od 1. srpna 2020 do 29. prosince 2021 a skončila 179. kapitolou. Nakladatelství D&C Media jednotlivé kapitoly kompletovalo a vydalo v šesti svazcích.
V roce 2021 byl oznámen vývoj videohry, na které pracuje jihokorejská herní společnost Netmarble. Anime adaptace od studia A-1 Pictures měla premiéru v roce 2024. V témže roce začalo manhwu ve fyzické podobě vydávat také nakladatelství Crew, pro které se českého překladu zhostila Štěpánka Horáková. 

## Synopse
Od té doby, co se na planetě Zemi objevil portál propojující náš svět se světem monster, získali někteří lidí speciální schopnosti a dovednosti, aby ona monstra lovili. Nazývají se lovci. Protagonistou příběhu je Činu Song, lovec s nejnižší úrovní E, který je sotva silnější než běžný člověk. Kolegy je tak přezdíván jako „nejslabší“. Jednoho dne jsou on a další lovci uvězněni ve velmi nebezpečném dungeonu a pouze pár z nich z něj dokáže utéct a přežít. Samotný Činu Song jen taktak přežije a je jediným, kdo splní v žaláři všechny zkoušky. Poté se promění v „hráče“, kterému se zobrazuje rozhraní s úrovněmi, inventářem, obchodem a úkoly, jež může plnit. Činu Song se vydává stát se nejsilnějším lovcem a odhalit tajemství, které říše monster skrývá.

## Média

### Internetový román
Solo Leveling je série internetových románů od spisovatele Čchugonga. Vydávala ji od 25. července 2016 společnost Kakao na své internetové platformě KakaoPage a později ji vydávalo také nakladatelství D&C Media prostřednictvím jejich značky Papyrus, a to od 4. listopadu 2016. Dohromady bylo vydáno 270 kapitol ve 13 svazcích. Od roku 2016 si internetový román přečetly více než 1,4 miliony uživatelů. Webnovel licencoval anglický překlad pod názvem Only I level up a publikoval jej od 21. prosince 2018 do 24. června 2019.
Americké nakladatelství Yen Press licencovalo překlad svazků, přičemž první z nich vydalo 16. února 2021.

#### Seznam svazků fyzické adaptace
| Č. | Datum vydání      | ISBN              |
| -- | ----------------- | ----------------- |
| 1  | 4. listopadu 2016 | 979-1-17-033666-2 |
| 2  | 4. listopadu 2016 | 979-1-17-033667-9 |
| 3  | 21. prosince 2016 | 979-1-17-033755-3 |
| 4  | 25. ledna 2017    | 979-1-17-033858-1 |
| 5  | 23. února 2017    | 979-1-17-033911-3 |
| 6  | 30. března 2017   | 979-1-17-033976-2 |
| 7  | 4. dubna 2017     | 979-1-16-140318-2 |
| 8  | 24. května 2017   | 979-1-16-140412-7 |
| 9  | 22. června 2017   | 979-1-16-140467-7 |
| 10 | 20. července 2017 | 979-1-16-140549-0 |
| 11 | 24. srpna 2017    | 979-1-16-140626-8 |
| 12 | 21. září 2017     | 979-1-16-140693-0 |
| 13 | 27. října 2017    | 979-1-16-140827-9 |
| ―  | 18. dubna 2018    | 979-1-16-268337-8 |

### Manhwa
Publikace digitální komiksové adaptace Solo Levelingu, kterou ilustroval Songnak Čang, byla spuštěna na platformě KakaoPage 4. března 2018. První řada komiksu byla dokončena 19. března 2020. Druhá řada byla publikována od 1. srpna 2020 do 29. prosince 2021. První kompletující svazek byl vydán nakladatelstvím D&C Media dne 26. září 2019.
V Japonsku byl Solo Leveling publikován na službě Piccoma společnosti Kakao Japan. Přečetlo si jej více než milion čtenářů. Adaptace získala na službě první místo v kategorii „To nejlepší z roku 2019“. Anglický překlad vydávala v digitální podobě od 7. května 2020 stránka Webnovel a od 4. června 2020 Tappytoon. Manhwu v angličtině vydávalo také Tapas. Překlad svazků licencovalo americké nakladatelství Yen Press, jež vydalo první z nich 2. března 2021.

#### Seznam svazků fyzické adaptace
| Č. | Datum vydání      | ISBN              |
| -- | ----------------- | ----------------- |
| 1  | 26. září 2019     | 979-1-18-932029-4 |
| 2  | 30. ledna 2020    | 979-1-18-932036-2 |
| 3  | 27. srpna 2020    | 979-1-18-932069-0 |
| 4  | 29. dubna 2021    | 979-11-91363-73-9 |
| 5  | 7. října 2021     | 979-11-6777002-8  |
| 6  | 25. července 2022 | 979-1-16-777037-0 |

### Videohry
V roce 2021 byl oznámen vývoj videohry Solo Leveling: ARISE, na které pracovala jihokorejská herní společnost Netmarble. Hra byla vydána 8. května 2024.

### Anime
V roce 2022 byla na konvenci Anime Expo oznámena seriálová anime adaptace. Produkovat ji bude japonské studio A-1 Pictures a režírovat Šunsuke Nakašige, scénář k ní napíše Noboru Kimura, postavy navrhne Tomoko Sudó a hudbu složí Hirojuki Sawano. Premiéra proběhla v roce 2024. Společnost Crunchyroll získala práva na vysílání seriálu mimo Asii.